# Slowenische Fußballnationalmannschaft (U-15-Junioren)
Die slowenische U-15-Fußballnationalmannschaft wird vom Nationalverband Nogometna zveza Slovenije organisiert und vertritt Slowenien als Auswahlmannschaft in der U-15-Altersklasse. Spielberechtigt sind Spieler, die ihr 15. Lebensjahr noch nicht vollendet hatten und die slowenische Staatsbürgerschaft besitzen, bei Einladungsturnieren kann hiervon gegebenenfalls abgewichen werden. 
Die U-15-Nationalmannschaft ist die Auswahlmannschaft des slowenischen Verbandes mit dem niedrigsten Altersniveau. Da in dieser Altersklasse keine offiziellen Turniere seitens UEFA oder FIFA organisiert werden, steht die Sichtung von Nachwuchstalenten im Vordergrund.